# Kompaniadjutant
Kompaniadjutant är ett befäl som biträder kompanichefen med expedition, materielförvaltning, kassatjänst med mera. 
Befattningen som kompaniadjutant var traditionellt höjdpunkten på underofficerskarriären. Vid fältförband (inklusive hemvärnet) motsvaras denna befattning i Sverige av kompanikvartermästare.  Motsvarande befattning finns i alla länders arméer, i Wehrmacht kallades befattningen Hauptfeldwebel, i Bundeswehr Kompaniefeldwebel, i US Army First Sergeant, i brittiska armén Company Sergeant Major.

## Kompaniadjutanter i Sverige
|                           | Före och under beredskapen | Cirka 1970                                                                     | Tjänsteställningsreformen 1972                  | Ny befälsordning 1983 | Befälsordningen 2009 |
| ------------------------- | -------------------------- | ------------------------------------------------------------------------------ | ----------------------------------------------- | --------------------- | -------------------- |
| Utbildningsorganisationen | Fanjunkare                 | Rustmästare (yrkesunderbefäl)                                                  | Fanjunkare (plutonsofficer)                     | (Nivå 6) Löjtnant     | (OR 8) Förvaltare    |
| Krigsorganisationen       | Fanjunkare                 | Fanjunkare (reservofficer) (värnpliktig officer) Rustmästare (yrkesunderbefäl) | Fanjunkare (plutonsofficer) (värnpliktsofficer) | (Nivå 6) Löjtnant     | (OR 8) Förvaltare    |

## Bildgalleri

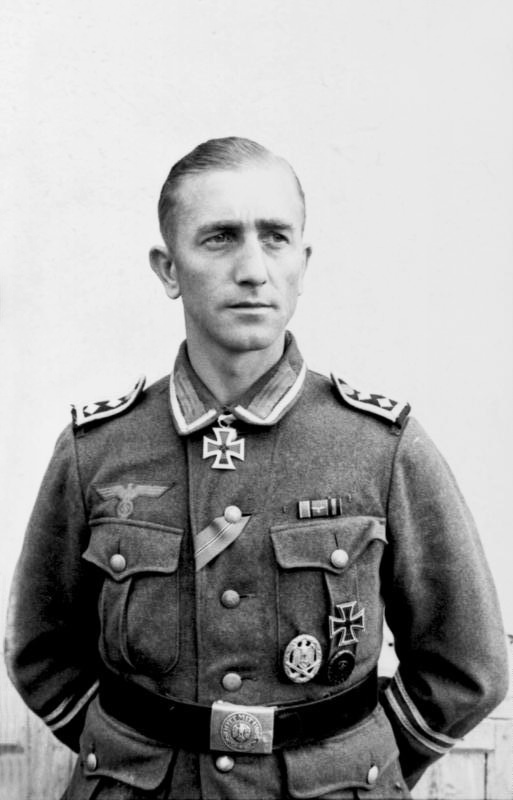
Tysk kompaniadjutant från andra världskriget. De dubbla galonerna på underärmarna är befattnings- beteckning för kompaniadjutanter.
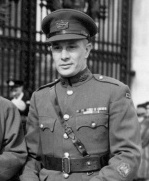
Brittisk kompaniadjutant 1953.
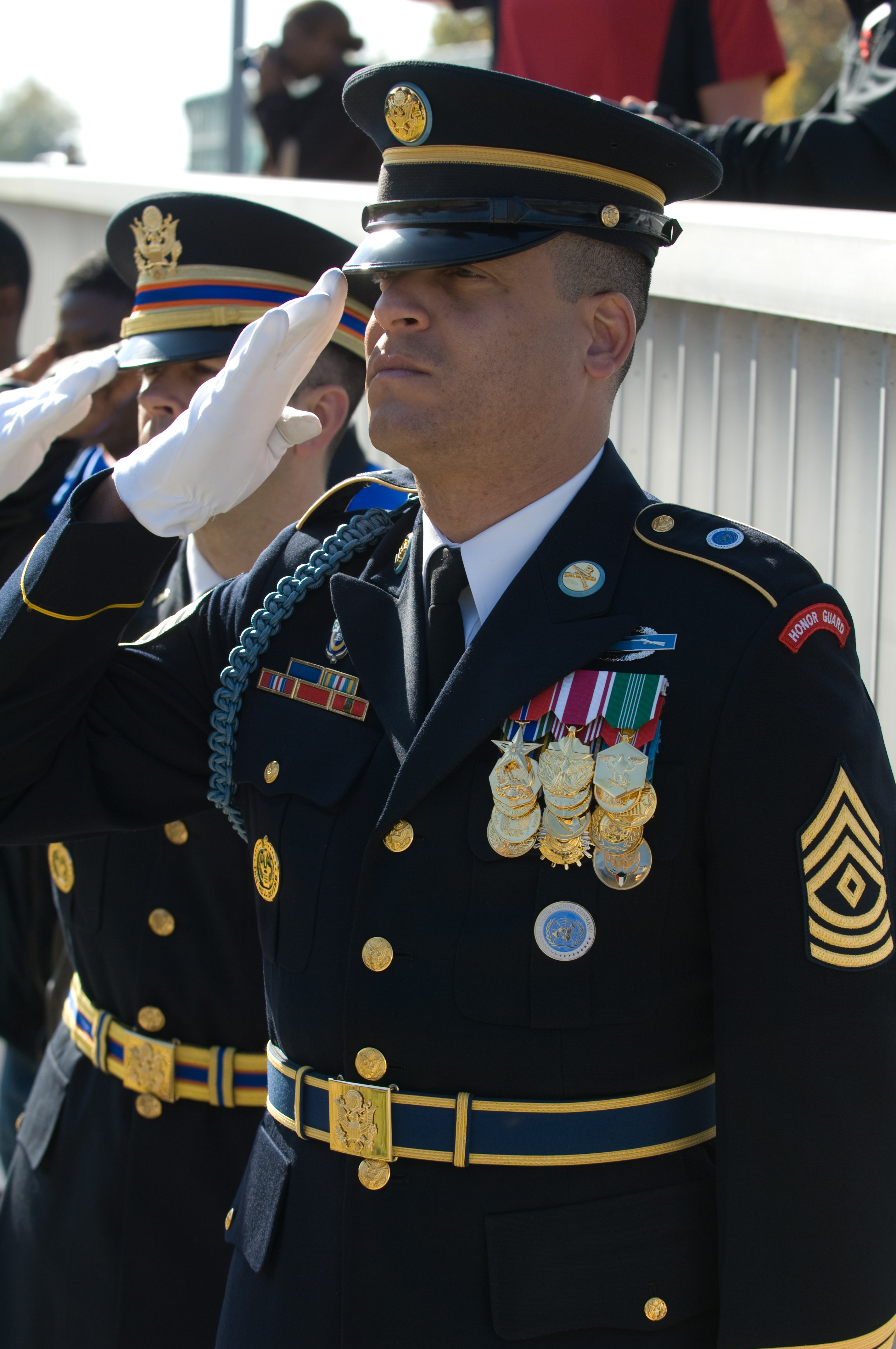
Amerikansk kompaniadjutant i paraduniform 2008.